# Rivolte del 1953 nella Germania Est
Le rivolte del 1953 nella Germania Est furono una serie di sollevazioni avvenute nella Repubblica Democratica Tedesca quando uno sciopero di manovali edili si trasformò in una rivolta contro il governo della DDR. I tumulti a Berlino Est, il 17 giugno, vennero repressi con la forza dal Gruppo di forze sovietiche in Germania.

## Contesto

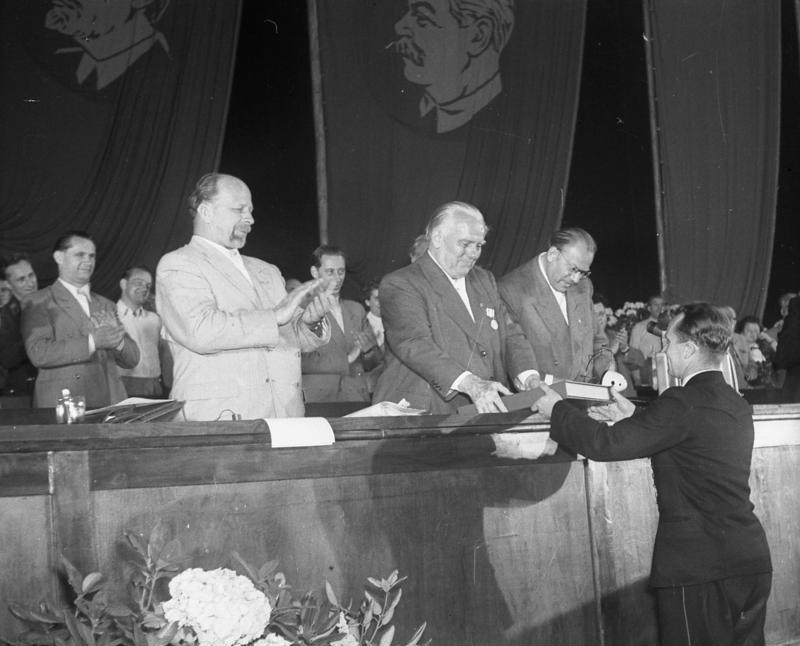
Secondo giorno di congresso della SED, 10 luglio 1952 (da sx a dx: Walter Ulbricht, Wilhelm Pieck, Otto Grotewohl)

### La "costruzione del socialismo"
Le origini delle rivolte del 1953 risalgono all'anno precedente, quando, in seguito al rifiuto occidentale di acconsentire a una Germania unificata ma neutrale, i sovietici decisero di consolidare il proprio potere nella loro ex zona di occupazione attraverso la costruzione di un vero e proprio stato tedesco orientale sul modello sovietico. Nel luglio 1952 il II congresso del Partito Socialista Unificato di Germania (SED) decise così di passare alla fase della "costruzione del socialismo", vale a dire un deciso programma di socializzazione delle proprietà ancora in mano di privati. Nelle campagne ciò si tradusse in un processo di collettivizzazione (dapprima volontaria, poi, dall'autunno 1952, forzata), che mirava a far aderire gli agricoltori alle neonate cooperative di produzione agricola. Mentre le cooperative venivano sovvenzionate, chi non aderiva veniva sottoposto a vessatorie quote di prodotti da consegnare, migliaia di ex coltivatori diretti vennero imprigionati per il mancato rispetto delle quote o per tasse non pagate, e le loro terre assegnate a una cooperativa. A partire dall'inverno 1953, migliaia di ex coltivatori fuggirono all'ovest. Gli sconvolgimenti nel quadro produttivo agricolo che ne risultarono, uniti a cattive condizioni meteorologiche, comportarono una crisi nella produzione agricola e quindi una ridotta disponibilità di diversi prodotti primari, come burro, latte e carne.
I problemi economici erano acuiti da altre due politiche decise dal II congresso della SED: da un lato la militarizzazione del paese, con la trasformazione della Kasernierte Volkspolizei in un vero e proprio esercito di 113 000 uomini e un grosso aumento delle spese per l'armamento (importato dall'Urss); dall'altro la decisione di privilegiare l'industria pesante, che provocò una scarsità dei prodotti di consumo.
La reazione del regime alle difficoltà economiche fu di ulteriore chiusura. Da un lato a partire dalla fine del 1952 venne avviata una campagna di espropri delle piccole e medie imprese del terziario, come commercianti, albergatori, ristoratori e imprese di trasporti, i cui proprietari venivano spesso imprigionati per "crimini contro le disposizioni in materia economica". Dall'altro lato venne avviata una campagna contro i "sabotatori" interni, in primo luogo la Chiesa evangelica, l'unica organizzazione ancora indipendente rispetto al governo. Il 28 aprile 1953 il Ministero degli Interni dichiarò "organizzazioni illegali" gli Junge Gemeinden, le organizzazioni che raggruppavano i giovani aderenti alla Chiesa e che erano visti dal regime come concorrenti della FDJ, l'organizzazione giovanile comunista. Mentre migliaia di studenti cristiani vennero espulsi dalle scuole e dalle università, iniziò una campagna di intimidazione contro la Chiesa, con controlli delle manifestazioni religiose, perquisizioni e arresti dei pastori critici verso il regime.
A livello economico, invece, il governo reagì nel febbraio 1953 chiedendo alle aziende di innalzare le quote di produzione richieste ai lavoratori. Tali quote, di per sé basse, determinavano anche il salario, il cui livello base era così ridotto da rendere indispensabili i premi di produzione (calcolati in base alle quote). Un effettivo aumento della produttività era reso di fatto impossibile a causa dei tempi morti determinati dalla difficoltà di approvvigionamento delle materie prime da parte delle aziende; dunque l'aumento delle quote significava di fatto una diminuzione dei salari. Nell'aprile seguirono altre misure: il ritiro delle tessere annonarie (il razionamento era ancora in vigore dalla guerra mondiale) per i lavoratori autonomi ancora rimasti, l'innalzamento dei prezzi per carne e prodotti contenenti zucchero e il ritiro dei biglietti dei mezzi pubblici a prezzo ridotto per i lavoratori. Inoltre, poiché vi erano stati pochissimi innalzamenti volontari delle quote di produzione da parte delle singole aziende, il 28 maggio venne deciso che entro il 30 giugno esse sarebbero dovute essere innalzate del 10% in tutte le aziende. Queste misure, che colpivano l'intera popolazione, furono accolte da una forte opposizione. Il numero di emigrati all'ovest schizzò, con 300 000 persone fuggite tra il luglio 1952 e l'aprile 1953, nonostante la costruzione di barriere fisiche lungo il confine tra le due Germanie (ma non a Berlino). Allo stesso tempo vi furono piccoli scioperi nell'inverno e nel maggio, mentre il numero di detenuti politici passò da 37 000 a 67 000 persone.

### Il "Neue Kurs"
La situazione in Germania est, e soprattutto l'esodo di massa della sua popolazione all'ovest, fece però sorgere forti preoccupazioni nella nuova dirigenza sovietica andata al potere dopo la morte di Stalin (avvenuta il 5 marzo 1953). Da un lato vi erano preoccupazioni sulla capacità del regime di Ulbricht di mantenersi al potere, dall'altro le politiche di quest'ultimo offuscavano la "campagna per la pace" orchestrata da Mosca: il 25 aprile un articolo sulla Pravda lanciò infatti la proposta di una conferenza a 4 tra le grandi potenze (USA, URSS, Regno Unito e Francia) per discutere dell'unificazione tedesca. Le prime misure vennero adottate il 28 aprile, quando vennero accordati aiuti economici allo stato tedesco orientale, mentre la missione sovietica a Berlino est venne trasformata in ambasciata. Ma fu il 27 maggio che, in una seduta del Presidium del Consiglio dei Ministri sovietico dedicata al tema della Germania est, si decise un deciso cambio di linea: la fine della collettivizzazione forzata, la fine della persecuzione della chiesa protestante, una minore severità in ambito giudiziale e poliziesco e maggiori investimenti nella produzione industriale di beni di consumo.
Dal 2 al 4 giugno Ulbricht e Grotewohl vennero convocati a Mosca, dove accettarono di assumersi pubblicamente la responsabilità del fallimento delle politiche della "costruzione del socialismo", ottenendo ulteriori aiuti economici e una dilazione dei pagamenti relativi alle riparazioni di guerra. L'11 giugno venne pubblicato su Neues Deutschland un comunicato del Politburo della SED in cui si riconoscevano gli errori della fase precedente e si annunciava un "Neue Kurs" (letteralmente, "nuovo corso") che comportava: la revoca degli aumenti dei prezzi decisi in aprile, la reintroduzione dei biglietti dei mezzi pubblici a prezzo ridotto per i lavoratori, la restituzione delle tessere annonarie ai lavoratori autonomi, la cessazione delle politiche antiecclesiastiche e la riammissione nelle scuole e nelle università degli studenti espulsi, la restituzione su richiesta delle attività economiche requisite, la revisione dei procedimenti giudiziari per reati economici e il rilascio delle persone arrestate, la concessione di crediti alle aziende private per stimolare la produzione di beni di consumo. Lo stesso giorno il Consiglio dei ministri confermò le misure "suggeritegli" dal Politburo, aggiungendovi anche regole più flessibili sui viaggi nella Germania ovest e la restituzione della cittadinanza e facilitazioni per i cittadini fuggiti all'ovest che fossero voluti ritornare.
Per la popolazione questa drastica inversione a U costituì il segno del fallimento politico della SED. Gli iscritti e i quadri della SED rimasero disorientati, vedendo improvvisamente sconfessata la linea politica che avevano difeso e fatto applicare fino ad allora. Però l'unica misura della fase precedente ancora in vigore era rimasto l'aumento delle quote di produzione, che andava a colpire i lavoratori. Tra questi ultimi montò quindi in modo ancor più deciso la protesta, volta a ottenerne la revoca. I contadini, i lavoratori autonomi e i membri delle organizzazioni cristiane, dal canto loro, chiesero con decisione l'immediato riottenimento dei diritti che avevano perduto negli anni precedenti. Il 12 giugno, a Brandenburg an der Havel, una protesta di lavoratori di un'azienda privata, che si presentarono davanti al carcere chiedendo l'immediata liberazione del proprio capo, sfociò in scontri che coinvolsero qualche migliaio di persone. Manifestazioni davanti alle prigioni si verificarono anche a Halle, Neuruppin, Güstrow e Stralsund.

## Le rivolte

### 15-16 giugno: la protesta degli operai edili

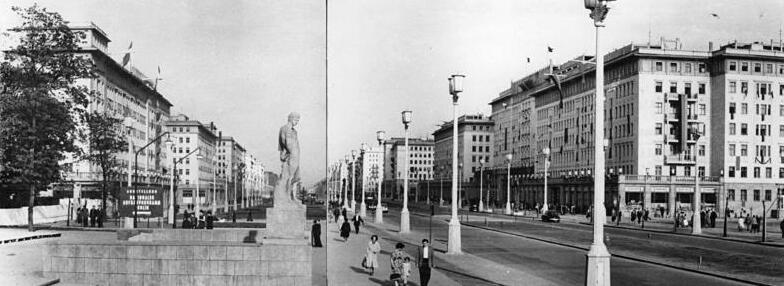
La Stalinallee nel maggio 1953

Il 15 giugno gli operai edili impegnati nella costruzione dell'ospedale di Friedrichshain, sulla Stalinallee, iniziarono uno sciopero, volto a ottenere la revoca dell'innalzamento del 10% delle quote di produzione, che nel loro caso era stato introdotto la settimana precedente. La richiesta venne ribadita in una lettera inviata dai rappresentanti dei lavoratori al presidente del consiglio della Repubblica, Otto Grotewohl.
Il mattino del giorno successivo, il 16 giugno 1953, funzionari del FDGB dichiararono agli edili in sciopero che l'innalzamento delle quote non poteva essere revocato. A quel punto gli operai scesero in strada dirigendosi verso la Haus der Ministerien, la sede del governo della DDR. Al corteo si unirono anche gli operai dei cantieri vicini lungo la Stalinallee. Si formò così una manifestazione di circa 700 persone davanti alla sede del governo. Il ministro dell'industria, Fritz Selbmann, si affacciò alla finestra annunciando la revoca dell'innalzamento delle quote di produzione, ma non venne quasi sentito, mentre si levavano dalla folla richieste di libere elezioni, finché tra grida di giubilo fu proposto di indire uno sciopero generale per l'indomani. La manifestazione a questo punto si sciolse, ma mentre i lavoratori attraversavano il centro cittadino tornando verso la Stalinallee, molti giovani si unirono a loro, creando una manifestazione diffusa di 20 000 persone. Nel frattempo, una macchina con un altoparlante proclamava lo sciopero generale e una manifestazione per il mattino successivo. L'appuntamento era alle 7, nella Strausberger Platz.
Una delegazione di lavoratori nel frattempo si era recata presso la RIAS, l'emittente radio americana di Berlino ovest, chiedendo di diffondere le richieste dei lavoratori e l'appello allo sciopero generale. La radio non trasmise l'appello allo sciopero, ma trasmise le richieste dei manifestanti: l'innalzamento dei salari al livello precedente all'innalzamento delle quote di produzione, l'immediata riduzione dei prezzi dei generi primari, libere elezioni, assicurazioni sul fatto che i manifestanti e i loro rappresentanti non avrebbero dovuto subire ritorsioni. La notizia delle manifestazioni di Berlino si diffuse così (oltre che con il passaparola di pendolari, ferrovieri e con i telefoni aziendali) in tutto il paese.
La reazione della Stasi a queste prime manifestazioni fu cauta. Il direttore, Wilhelm Zaisser, ordinò di lasciare che le manifestazioni si spegnessero da sé grazie alla promessa revoca dell'innalzamento delle quote di produzione. I sovietici in ogni caso allertarono le loro truppe acquartierate attorno alla capitale tedesca.

### 17 giugno: la rivolta a Berlino
Il 17 giugno si aprì alle 5:36 del mattino con un messaggio via radio ai cittadini di Berlino est di Ernst Scharnowski, presidente della federazione berlinese del maggiore sindacato tedesco occidentale, il Deutscher Gewerkschaftsbund. Evitando un esplicito appello allo sciopero generale, vietato dalle autorità alleate occidentali, Scharnowski incitò i lavoratori di Berlino est a sostenere la lotta degli edili. Il suo messaggio venne rimandato in onda quattro volte dalla RIAS, che durante la giornata seguirà una programmazione straordinaria aggiornando ogni mezz'ora i propri ascoltatori sugli eventi in corso.
A partire dalle 6 si svolsero assemblee in moltissime aziende della città, da cui partirono poi cortei diretti verso Strausburger Platz. Oltre alle richieste sindacali venivano esplicitamente fatte anche richieste politiche, come le dimissioni del governo, libere elezioni e la riunificazione della Germania. Alle 7:45 la Volkspolizei tentò di sgomberare la piazza, senza riuscirvi. La massa delle persone a quel punto si spostò in Leipziger Straße, verso la Haus der Ministerien. Nel frattempo sopraggiungevano sempre nuovi cortei (uno dei quali, proveniente da Hennigsdorf, attraversò Berlino ovest) e vi furono altre concentrazioni di manifestanti alla Porta di Brandeburgo e ad Alexanderplatz. Alle 8 manifestavano nel centro di Berlino circa 10 000 persone. La manifestazione a questo punto aveva perso il carattere pacifico del giorno precedente: non solo si verificarono in diversi luoghi scontri con la Volkspolizei, ma funzionari della SED furono picchiati, vi furono assalti ad edifici pubblici (l'Haus der Ministerien venne occupata e vandalizzata al suo interno), mentre alcuni manifestanti iniziarono ad assaltare i mezzi della polizia e della Stasi e a dar fuoco alle strutture di controllo doganale al confine con Berlino ovest. Alle 11:10 alcuni giovani rimossero e fecero a pezzi la bandiera rossa che sventolava sulla Porta di Brandeburgo, sostituendola col tricolore tedesco.

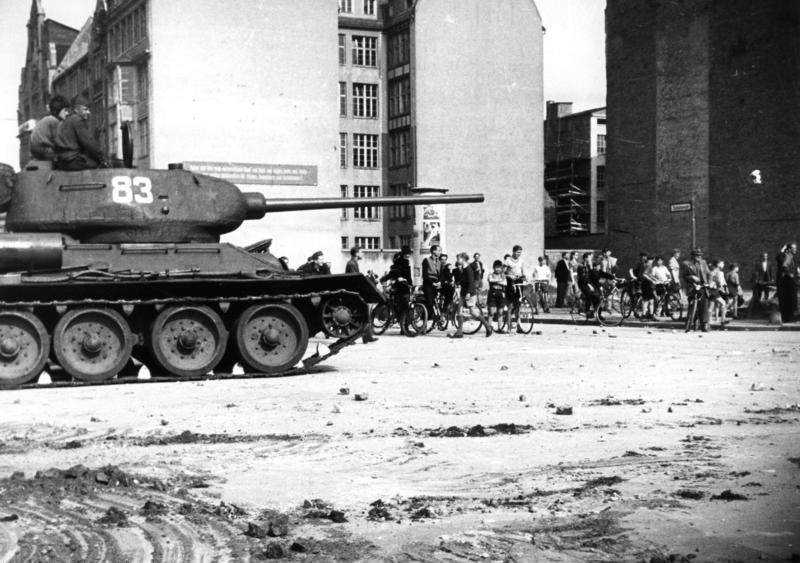
Carro armato sovietico nella Schützenstraße di Berlino Est

A quel punto intervennero le forze militari sovietiche. Dopo che alle 11 erano stati interrotti i trasporti pubblici per impedire l'afflusso di ulteriori manifestanti dalla periferia e dalle campagne, alle 11:30 si videro i primi carri armati nel centro cittadino: arrivati da Wilhelmstraße, svoltarono poi su Leipziger Straße, dirigendosi su Potsdamer Platz. Lungo il loro percorso aprirono il fuoco sulla folla, causando morti e feriti, mentre gli arrestati passavano direttamente nelle mani delle autorità militari sovietiche. Alle 13 le truppe sovietiche sgomberarono la sede del governo, mentre alla stessa ora veniva dichiarato lo stato di emergenza a Berlino est. Alle 14:30 i sovietici arrivarono alla Porta di Brandeburgo, dove aprirono nuovamente il fuoco contro la folla e rimossero la bandiera nera, rossa e oro. Data la vicinanza del confine, molti feriti riuscirono a mettersi in salvo all'ovest.

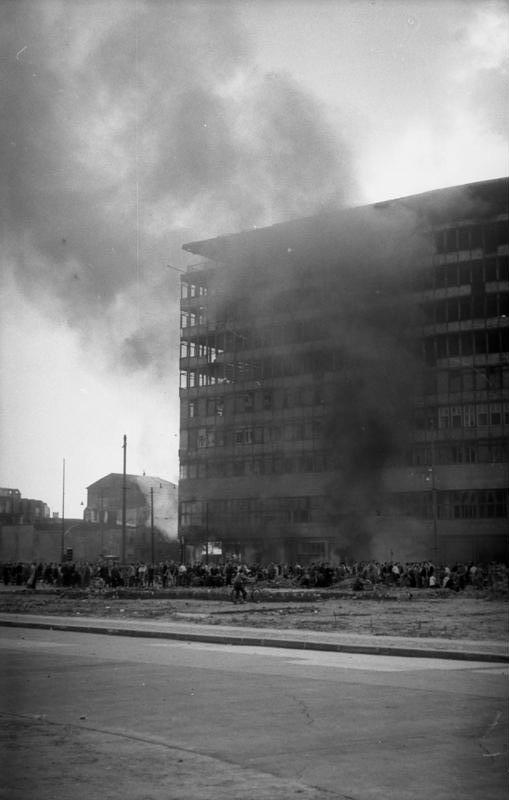
Columbushaus in fiamme il 17 giugno 1953.

Ma la giornata non era ancora finita. Verso le 15 a Treptow alcuni manifestanti riconobbero Otto Nuschke, presidente della CDU orientale e vicepresidente del Consiglio dei Ministri della DDR. Nuschke venne costretto a scendere dalla propria auto e venne consegnato alla polizia occidentale. Ancora nelle mani della polizia berlinese occidentale, Nuschke rilascerà una famosa intervista alla RIAS in cui tenterà di distinguere tra manifestazioni legittime di lavoratori e derive violente causate da provocatori provenienti da Berlino ovest.
Alle 17 venne incendiata dai manifestanti la Columbushaus, in Potsdamer Platz, dove vi furono nuovamente sparatorie sulla folla. Ciò nonostante, alle 20 vi rimanevano ancora circa 3000 persone, che il sindaco SPD di Kreuzberg, Willy Kressmann, invitò con altoparlanti a tornare nelle proprie case. Molti di loro a quel punto passarono la frontiera rifugiandosi nel settore occidentale. Poco tempo dopo le autorità orientali riusciranno a chiudere il confine con Berlino ovest. Un'ora più tardi venne imposto il coprifuoco nell'intero settore orientale della città.

### 17-18 giugno: la rivolta nel resto del paese
La rivolta del 17 giugno iniziò a Berlino, ma fu un fenomeno generalizzato all'intera Repubblica Democratica Tedesca. Il numero complessivo dei partecipanti alle rivolte è stimato tra i 500 000 e il milione, mentre il numero delle città e dei paesi in cui vi furono disordini è stimato tra i 560 e i 700. In provincia il fenomeno durò più a lungo che nella capitale: in diversi luoghi vi saranno infatti scioperi anche fino al 21 giugno, anche se dal 18 giugno le truppe sovietiche spegneranno sul nascere qualsiasi manifestazione. In totale si calcola che vennero occupati dai dimostranti ben 250 edifici pubblici.
Le ragioni della mobilitazione furono parzialmente diverse nella capitale e nel resto del paese: come già accaduto in diversi luoghi la settimana precedente, al centro delle richieste vi fu la liberazione dei detenuti per motivi politici (ivi compresi naturalmente i coltivatori diretti o i proprietari di aziende imprigionati), cosa che peraltro in alcuni luoghi riuscirono ad ottenere. Oltre a ciò vi erano ulteriori richieste di carattere politico: libere elezioni, dimissioni del governo, riunificazione tedesca e ritiro delle truppe sovietiche.

#### Distretto di Halle
Il distretto di Halle, assieme alla vicina Lipsia, costituiva un importante polo industriale, con, oltre al capoluogo, importanti centri come Bitterfeld-Wolfen. In questi luoghi la rivolta ottenne i maggiori successi e raggiunse il maggior grado di organizzazione.

##### Halle
Nella città di Halle la rivolta iniziò nel quartiere periferico di Ammendorf, da dove il mattino del 17 giugno partì un corteo di circa 2000 operai della VEB Waggonbau Ammendorf (una fabbrica di vagoni), diretti verso il centro cittadino. Lungo il percorso si unirono ad essi molti lavoratori di altre aziende e semplici cittadini, così che alle 12 furono circa 10 000 persone quelle che arrivarono davanti al tribunale distrettuale e vi irruppero, liberandovi un detenuto in attesa di processo per "propaganda imperialista".
Alla stessa ora venne assalita anche una prigione. I manifestanti tentarono di abbatterne la porta d'ingresso con un camion, senza tuttavia riuscirvi. Dopo che alle 14:15 il capo distrettuale della Volkspolizei aveva dato lo Schießbefehl, l'ordine di fare fuoco, 4 manifestanti vennero uccisi dagli uomini che presidiavano la prigione. Ebbe invece successo un attacco a un altro carcere, in questo caso femminile. Anche qui la Kasernierte Volkspolizei fece fuoco, ferendo gravemente un dimostrante, ma i manifestanti riuscirono comunque a irrompere nell'edificio, imponendo al procuratore di ordinare la liberazione delle detenute (in teoria solo quelle per motivi politici, in pratica vennero liberate tutte le 245 carcerate).
Nel frattempo migliaia di cittadini si radunarono nell'Hallmarkt, la piazza centrale della città, dove alle 14 si formò un comitato organizzatore dello sciopero, con a capo il fioraio Herbert Gohlke, che indisse una manifestazione nello stesso luogo per le 18. Le richieste erano le dimissioni del governo, libere elezioni pantedesche, il ritiro delle truppe sovietiche e la riduzione dei prezzi nelle Handelsorganisation, gli empori di stato, del 40%. Alle 18 si radunarono nella piazza 60 000 persone, venne proclamato lo sciopero generale per il giorno successivo, ma poco dopo i carri armati sovietici fecero ingresso nella piazza, sciogliendo la manifestazione. Alle 18:30 i sovietici dichiararono lo stato di emergenza, ma nonostante ciò alcuni manifestanti tentarono di assaltare la sede circondariale della SED e la sede distrettuale della Stasi. In entrambi i luoghi avvennero sparatorie sulla folla da parte della Volkspolizei, con due morti (tra cui un passante). Solo alle 23 la rivolta poté dirsi conclusa.

##### Bitterfeld-Wolfen
Anche a Wolfen le manifestazioni ebbero inizio nelle fabbriche. Nelle prime ore del mattino del 17 giugno centinaia di lavoratori partirono in corteo dal colorificio della città: unitisi ad altre migliaia di lavoratori riunitisi nella fabbrica della Agfa, si diressero verso l'Elektrochemisches Kombinat Bitterfeld, un grosso complesso elettrochimico, dove si tenne un'assemblea. Assemblee analoghe si tennero in diverse altre fabbriche più piccole dell'area attorno a Bitterfeld e a Wolfen. Terminate le assemblee, tre diversi cortei di lavoratori si diressero verso il centro di Bitterfeld, ai quali si unirono persone di tutte le classi sociali. I cortei terminarono alle 11 in un'unica manifestazione di 30 000 persone nella centrale Platz der Jugend, durante la quale, tra le altre cose, venne costituito un comitato circondariale per dirigere lo sciopero. Rappresentanti dei manifestanti vennero inviati nei villaggi vicini per incitarli alla rivolta, mentre il grosso dei dimostranti occupò i principali edifici pubblici: la sede della polizia e della Stasi, il municipio e la prigione, dove vennero liberati 50 detenuti politici. Ciò fu favorito dal fatto che il locale capo della Volkspolizei, Josef Nossek, e il locale maggiore della Stasi fin dalle prime ore del mattino diedero alle proprie forze l'ordine di non sparare contro i manifestanti.
Alle 13:30 il comitato organizzatore dello sciopero si riunì nella sala del consiglio comunale, dove nominò un nuovo sindaco provvisorio e una nuova giunta comunale. Fu deciso di procedere ad eliminare tutti i manifesti della SED presenti in città, e venne inviato un telegramma al governo della DDR con le richieste dei manifestanti: dimissioni del governo, libere elezioni, riapertura dei confini con la Germania ovest, un reale multipartitismo, ritiro dell'innalzamento delle quote di produzione, abolizione della costituenda Volksarmee e nessuna rappreseglia contro i dimostranti. Un altro telegramma venne inviato alle autorità militari sovietiche per chiedere di revocare lo stato di emergenza nella capitale.
A partire dalle 14 però queste ultime fecero il loro ingresso in città: sgomberarono gli edifici pubblici e le principali fabbriche e sciolsero le manifestazioni, mentre i manifestanti decisero di non opporre resistenza. Alle 15 fu dichiarato lo stato di emergenza. Iniziarono gli arresti dei leader dello sciopero, alcuni dei quali fuggirono a Berlino ovest: a fine giugno 1953 gli arrestati saranno un centinaio, tra i quali le stime dei condannati a morte o morti in stato di detenzione variano da due a quattro. Nossek invece verrà espulso dalla Volkspolizei, mentre verranno destituiti il locale maggiore della Stasi, il locale segretario della SED e il presidente del circondario.

#### Distretto di Magdeburgo
Nel distretto di Magdeburgo le proteste si concentrarono nel capoluogo, dove alle 6 del mattino del 17 giugno un uomo iniziò a bloccare i tram invitando i passeggeri a partecipare alle sciopero generale. L'adesione allo sciopero si diffuse velocemente ai maggiori stabilimenti della città, e verso le 9 partirono dalle fabbriche diversi cortei che alle 11 portarono nel centro cittadino circa 20 000 persone. Qui vennero occupate e vandalizzate le sedi delle principali organizzazioni comuniste (SED, FDJ, FDGB) e del giornale Volksstimme. Alle 11:30 i manifestanti tentarono di assalire la sede della polizia e la prigione della Stasi nel quartiere di Sudenburg: davanti alla prima vennero respinti a colpi di arma da fuoco, mentre nella seconda riuscirono a disarmare dei poliziotti di guarda e nel conflitto a fuoco che ne seguì ebbero la meglio, riuscendo a entrare nell'edificio. Il bilancio fu di tre morti (due poliziotti, un manifestante). A quel punto però intervennero i soldati sovietici, che spararono sulla folla uccidendo tre manifestanti (tra cui una passante sedicenne). Nel frattempo i manifestanti riuscirono però ad entrare nell'istituto di carcerazione cautelare di Neustadt, dove liberarono 221 prigionieri (tra i quali anche criminali comuni). Alle 14 le autorità militari sovietiche dichiararono lo stato di emergenza, ma solo alle 16 riuscirono a far affluire un numero di soldati sufficiente per intervenire efficacemente contro i manifestanti attorno alla sede della polizia e alla prigione della Stasi, riuscendo a porre la situazione sotto controllo dopo due ore.

#### Distretti della Turingia e di Karl-Marx-Stadt
Nell'area dell'attuale Turingia, all'epoca divisa nei distretti di Gera, Suhl ed Erfurt, le manifestazioni maggiori si ebbero a Gera e a Jena. Nel capoluogo distrettuale vi fu una prima manifestazione al mattino del 17 giugno, che si diresse prima al carcere, dove riuscirono a disarmare le guardie, e poi nel centro città, dove invitarono la Volkspolizei ad unirsi a loro. Di fronte al rifiuto dei poliziotti vi furono scontri, che vennero interrotti dall'intervento dei sovietici. Nel pomeriggio poi arrivò in città a bordo di camion e bus un corteo di minatori (stimati tra i 200 e 300) della Wismut, in parte armati, che tentò di assaltare le sedi delle organizzazioni comuniste (SED, FDJ) e della Stasi. Anche in questo caso vi fu tuttavia un veloce intervento sovietico che obbligò i minatori a ritirarsi, dirigendosi verso Weida, dove vi sarà una sparatoria con la Kasernierte Volkspolizei, con feriti da entrambe le parti, conclusa anche in questo caso dall'intervento dei militari sovietici.

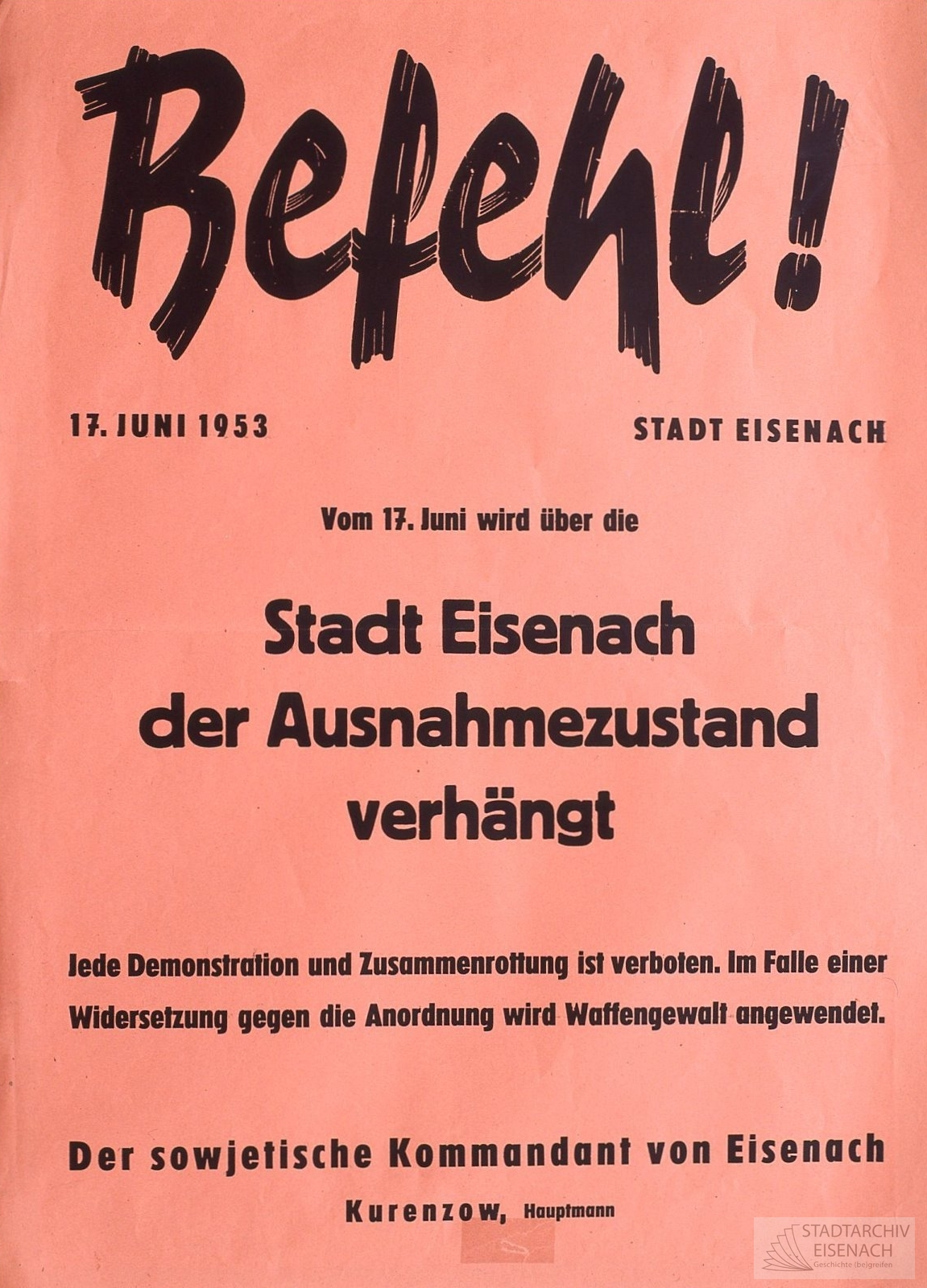
Manifesto con la dichiarazione dello stato di emergenza da parte delle autorità militari sovietiche ad Eisenach.

Anche a Jena vi fu una grande manifestazione. Gli scioperanti partirono dalla Zeiss, raccogliendo molti altri lavoratori da diverse fabbriche, e si diressero verso il centro cittadino, dove attorno a mezzogiorno una folla stimata tra le 10 000 e le 20 000 persone assalì la prigione (liberando i prigionieri) e le sedi della SED e della Stasi, picchiandone il capo, così come altri funzionari comunisti. Alle 16 intervennero i sovietici, sciogliendo le manifestazioni.
A Erfurt lo sciopero si estese durante la mattinata dagli operai edili a diverse altre aziende. Nel pomeriggio si ebbe una manifestazione del centro cittadino contro lo stato di emergenza, che si concluse senza incidenti. Altre manifestazioni ebbero luogo a Sömmerda (tra le 8000 e le 10 000 persone), Weimar, Apolda e a Mühlhausen (in questo caso una manifestazione di 3000 contadini provenienti dai villaggi vicini).
Nei distretti di Karl-Marx-Stadt e di Suhl la situazione si mantenne invece più tranquilla. Se a Suhl vi furono soprattutto minacce di scioperi e fuoriuscite di contadini dalle cooperative agricole, a Chemnitz (rinominata giusto un mese prima Karl-Marx-Stadt) vi furono scioperi solo in alcune industrie tessili. Non è tuttavia pienamente chiaro cosa accadde nella regione mineraria degli Erzgebirge, monopolio della Wismut, l'azienda mineraria all'epoca militarizzata e controllata direttamente da Mosca.

#### Distretto di Lipsia
Il distretto di Lipsia fu anch'esso uno dei centri delle rivolte. Come in altre città, anche a Lipsia nel mattino del 17 giugno si formarono diversi cortei di scioperanti che dalle fabbriche si diressero verso il centro cittadino, dove giunse un numero di manifestanti stimato tra i 40 000 e i 100 000. Le richieste erano politiche (dimissioni del governo, libere elezioni pantedesche), ma anche economiche (aumento degli stipendi base del 30% e abolizione dei premi di produzione, riottenimento del tenore di vita d'anteguerra). Nel pomeriggio vennero assalite anche qui le sedi delle organizzazioni comuniste (SED, FDJ, FDGB), del giornale Leipziger Volkszeitung, e della locale Handelsorganisation; ma anche la procura, il tribunale e la prigione per la carcerazione cautelare. La polizia in alcuni casi rispose con le armi da fuoco, uccidendo due manifestanti. A quel punto intervennero le truppe sovietiche, che alle 16 dichiararono lo stato di emergenza nella città. Gli scontri con i manifestanti durarono ancora alcune ore ed ebbero un bilancio di 5 morti e 120 feriti tra manifestanti e passanti.
Altre importanti manifestazioni si ebbero anche nelle cittadine circostanti la città capoluogo, come Schkeuditz, Eilenburg, Böhlen e Delitzsch. In quest'ultima cittadina due manifestanti vennero uccisi durante un tentativo di assalto alla sede circondariale della Volkspolizei.

#### Distretto di Dresda
Anche a Dresda, capoluogo dell'omonimo distretto, le rivolte ebbero inizio dagli scioperi nelle fabbriche, in particolare nel quartiere di Niedersedlitz. Qui il 17 giugno entrarono in sciopero per primi gli operai della VEB Kombinat Elektromaschinenbau, un grande complesso industriale elettromeccanico, che in un'assemblea congiunta con i lavoratori della vicina VEB Sächsischer Brücken- und Stahlhochbau, un'industria siderurgica, elessero una commissione organizzativa dello sciopero, con a capo Wilhelm Grothaus, un ex dirigente locale comunista caduto in disgrazia. L'assemblea formulò cinque richieste: dimissioni del governo, libere elezioni, liberazione dei detenuti politici, riduzione dei prezzi negli empori commerciali di stato e miglioramento dello stato sociale. Nel pomeriggio si formarono diversi cortei, provenienti anche da altre fabbriche, che portarono nel centro cittadino circa 20 000 dimostranti, che tentarono di occupare la centrale del telegrafo. Il tentativo fu tuttavia sgominato dall'arrivo delle truppe sovietiche, che sciolsero le manifestazioni.
Grandi manifestazioni vi furono anche a Görlitz. Qui lo sciopero iniziò in una fabbrica per la riparazione di mezzi ferroviari, dove si formò un comitato organizzativo e da dove partì un corteo verso il centro città, che raccolse lavoratori da diversi altri stabilimenti in sciopero. Arrivati in città, i 50 000 manifestanti occuparono le sedi delle organizzazioni comuniste, della Stasi, il centro commerciale e la prigione, dirigendosi infine verso il municipio, dove nominarono un nuovo "comitato cittadino" provvisorio e redassero una lista di richieste. Esse erano simili a quelle delle altre città, ma con la particolarità della presenza della richiesta di revisione del confine dell'Oder-Neiße: Görlitz, città di confine lungo il fiume Neiße, aveva infatti accolto molti rifugiati dalla Slesia insediatisi nella prima città sul loro cammino rimasta tedesca.
Altre manifestazioni avvennero a Niesky, dove i dimostranti assalirono le sedi della SED e della Stasi. In quest'ultima s'impadronirono di diverse armi da fuoco e imprigionarono gli agenti. La situazione rientrò sotto il controllo del governo solo in serata grazie all'arrivo dei carri armati sovietici.

#### Distretto di Cottbus
Nel distretto di Cottbus il fulcro delle rivolte fu nelle campagne, a Jessen, dove alle 8 del mattino del 17 giugno entrarono un migliaio di contadini provenienti dai villaggi circostanti e diretti verso il castello, sede delle autorità cittadine. Le richieste erano la liberazione dei contadini e delle contadine arrestate nei mesi precedenti, e una riduzione delle quote di prodotti agricoli da consegnare. Il procuratore circondariale accettò di liberare i prigionieri, che vennero mandati a prendere dalla prigione di Bad Liebenwerda. I manifestanti quindi tornarono nel centro del paese, dove si unirono ad essi anche molti abitanti della cittadina. Nel primo pomeriggio tornò il camion con i 30 prigionieri politici liberati, ma i dimostranti (divenuti nel frattempo 2000) non fecero in tempo a festeggiare che i carri armati sovietici entrarono nel paese. I militari ordinarono ai manifestanti di disperdersi, cosa che avvenne senza incidenti. Poche ore dopo iniziarono gli arresti degli organizzatori della manifestazione.
Nel capoluogo le proteste si concentrarono soprattutto in un'industria per la riparazione dei mezzi ferroviari. Qui sì costituì un comitato organizzatore, che guidò un corteo verso il centro storico. Prima di arrivarvi tuttavia furono intercettati dalle truppe sovietiche che li dispersero. Successivamente si formò però nel centro cittadino un'ulteriore manifestazione, che venne nuovamente dispersa dai sovietici sparando in aria. Ulteriori manifestazioni o scioperi si svolsero a Forst, Finsterwalde, Lauchhammer (guidate dagli edili), Lübbenau (guidate dai ferrovieri) e a Weißwasser.

#### Distretti di Francoforte sull'Oder e di Postdam
Gli eventi nei distretti circostanti Berlino furono influenzati da un lato dalla vicinanza della capitale e dall'altro dalla forte presenza di guarnigioni sovietiche ivi stazionate (ad Eberswalde ad esempio le manifestazioni non riusciranno nemmeno a uscire dai cortili delle fabbriche). Nel distretto di Potsdam il 17 giugno si ebbero così diversi scioperi nelle maggiori industrie, ma molti lavoratori parteciparono direttamente alle manifestazioni in corso nella capitale. Oltre a proteste diffuse nelle campagne, gli eventi più significativi ebbero luogo a Rathenow, dove un dirigente dell'Handelsorganisation venne ucciso perché sospettato di essere una spia, e soprattutto a Brandenburg an der Havel. Qui nel mattino del 17 giugno si formò una manifestazione di circa 10 000 persone. Giunti nel centro città i dimostranti assalirono le sedi delle organizzazioni comuniste (SED, FDJ) e il tribunale, dove distrussero degli atti giudiziari e picchiarono un giudice e un procuratore. Successivamente si diressero alla prigione dove chiesero il rilascio dei prigionieri politici. Di fronte al rifiuto, i manifestanti incendiarono la sede della Società per l'amicizia tedesco-sovietica e, nonostante una resistenza a colpi di armi da fuoco, alle 15 riuscirono a entrare nel primo piano nel carcere. A quel punto tuttavia giunsero i carri armati sovietici che dispersero le manifestazioni e riportarono la situazione sotto il proprio controllo.
Nel distretto di Francoforte sull'Oder invece il fulcro della rivolta furono le città appartenenti all'agglomerato urbano berlinese, dove vivevano molti lavoratori pendolari e dove quindi la notizia di quanto avvenuto nella capitale si diffuse velocemente. A Strausberg un gruppo di operai edili in sciopero si appropriarono di diversi camion. Con essi, dopo essere andati nelle varie aziende per incitare i lavoratori a scioperare, si diressero verso Berlino, venendo però bloccati dalle truppe sovietiche e dalla polizia di frontiera. A quel punto si diressero a Fürstenwalde, dove si unirono a loro altri operai locali, creando un corteo di 5000 persone che, arrivato nel centro cittadino, tentò di assaltare il municipio e la sede dell'amministrazione del circondario. L'arrivo delle truppe sovietiche riportò la situazione sotto controllo.
Altre manifestazioni si ebbero a Stalinstadt, dove una parte degli operai dell'acciaieria Eisenhüttenkombinat „J. W. Stalin“ formò un corteo diretto nel centro della vicina Fürstenberg, dove circa 2000 manifestanti tentarono di occupare la sede della SED, venendo bloccati dall'arrivo delle truppe sovietiche. Nuovi disordini vi saranno anche il giorno successivo.

#### Distretti settentrionali
Nei distretti settentrionali di Neubrandenburg, Schwerin e Rostock, che dal 1990 costituiranno il Land del Meclemburgo-Pomerania anteriore, le autorità della SED riuscirono nel complesso a mantenere la situazione sotto controllo, anche a causa della distanza dalla capitale e quindi del ritardo nell'arrivo delle notizie degli eventi in corso più a sud. Gli eventi più rilevanti avvennero a Teterow, dove 400 persone si radunarono davanti al carcere per chiedere la liberazione dei prigionieri politici e avvennero scontri. La manifestazione si sciolse dopo la liberazione di 5 detenuti e l'arrivo alla sera delle truppe sovietiche. Per il resto vi furono soprattutto scioperi (Templin, Rostock, Barth, Stralsund) o tentati scioperi repressi sul nascere e, nelle campagne, scioglimenti delle cooperative agricole e fuoriuscite degli ex membri. L'ondata di scioperi più rilevante in questa regione si avrà invece il giorno successivo, ma verrà velocemente repressa da sovietici e polizia.

### Vittime
Il numero complessivo delle vittime è rimasto a lungo sconosciuto. Solo nel 2004, grazie all'accesso a nuovi documenti di archivio, si è potuti arrivare alla cifra di 55 vittime, tra cui 4 donne:
- 34 manifestanti o semplici passanti uccisi dalla Volkspolizei o dall'esercito sovietico per strada durante le manifestazioni tra il 17 e il 23 giugno, ivi compresi i feriti gravi morti in seguito per le ferite riportate; ad essi va aggiunto un manifestante morto per infarto durante gli scontri di piazza;
- 8 manifestanti arrestati morti in carcere, tra i quali 2 suicidi e altri 2 per i quali non è chiaro se si siano suicidati o siano stati uccisi;
- 7 manifestanti condannati a morte dopo i processi (5 da parte dei tribunali militari sovietici, 2 da parte dei tribunali della DDR);
- 3 poliziotti, un agente della Stasi e un funzionario comunista uccisi, tra cui un poliziotto ucciso per errore dai sovietici.[27]

Di seguito la lista dei nomi:
Berlino
- Horst Bernhagen, 21 anni, tecnico per le telecomunicazioni,
- Edgar Krawetzke, 20 anni, disoccupato,
- Rudi Schwander, 14 anni, studente,
- Werner Sendsitzky, 16 anni, garzone,
- Gerhard Schulze, 41 anni, disoccupato,
- Oskar Pohl, 25 anni, studente,
- Gerhard Santura, 19 anni, elettricista,
- Willi Göttling, 35 anni, disoccupato,
- Rudolf Berger, 40 anni, interprete,
- Erich Nast, 40 anni, giardiniere,
- Richard Kugler, 25 anni, apprendista copritetto,
- Kurt Heinrich, 44 anni, operaio,
- Hans Rudeck, 52 anni, operaio edile,
- Wolfgang Röhling, 15 anni, studente,

Distretto di Halle
- Kurt Crato, 42 anni, falegname,
- Gerhard Schmidt, 26 anni, agronomo,
- Manfred Stoye, 21 anni, calderaio,
- Rudolf Krause, 23 anni, radiotecnico,
- Edmund Ewald, 25 anni, impiegato,
- Horst Keil, 18 anni, apprendista imbianchino,
- Karl Ruhnke, 61 anni, impiegato pubblico,
- Margot Hirsch, 19 anni, commessa,
- "Erna Dorn",
- Hermann Stieler, 33 anni, carpentiere,
- Paul Othma, 63 anni, elettricista,
- Kurt Arndt, 38 anni, minatore,
- Wilhelm Ertmer, 52 anni, orologiaio,
- Adolf Grattenauer, 52 anni, agricoltore,
- Erich Langlitz, 51 anni, camionista,
- August Hanke, 52 anni, operaio,

Distretto di Magdeburgo
- Johann Waldbach, 33 anni, agente della Stasi,
- Gerhard Händler, 24 anni, poliziotto,
- Georg Gaidzik, 32 anni, poliziotto,
- Dora Borchmann, 16 anni,
- Kurt Fritsch, 47 anni, operaio,
- Horst Pritz, 17 anni, tornitore,
- Herbert Stauch, 35 anni, mugnaio,
- Alfred Dartsch, 42 anni, verniciatore,
- Ernst Jennrich, 42 anni, giardiniere,
- Ernst Grobe, 49 anni, agricoltore,

Distretto di Gera
- Alfred Diener, 26 anni, meccanico,
- Alfred Walter, 33 anni, fornaio,
- Horst Walde, 27 anni, operaio,

Distretto di Lipsia
- Dieter Teich, 19 anni, operaio,
- Elisabeth Bröcker, 64 anni, pensionata,
- Paul Ochsenbauer, 15 anni, apprendista fabbro,
- Johannes Köhler, 44 anni, orologiaio,
- Eberhard von Cancrin, 42 anni, custode,
- Erich Kunze, 28 anni, poliziotto,
- Herbert Kaiser, 40 anni, operaio,
- Gerhard Dubielzig, 19 anni, operaio,
- Joachim Bauer, 20 anni, muratore,

Distretto di Dresda
- Alfred Wagenknecht, 43 anni, imprenditore,
- Oskar Jurke, 57 anni, custode,

Distretto di Potsdam
- Wilhelm Hagedorn, 58 anni, dirigente aziendale.

I casi relativi ad ulteriori 18 vittime rimangono non chiariti, così come non verificati rimangono i resoconti secondo i quali 41 soldati sovietici sarebbero stati fucilati per essersi rifiutati di obbedire agli ordini durante le rivolte.

### Valutazioni storiografiche
Una delle interpretazioni più diffuse delle rivolte è quella di una "rivolta di popolo". Tali interpretazioni spesso sottolineano il carattere sindacale della rivolta, il ruolo molto spesso di primo piano giocato dai lavoratori e il fatto che molti dei centri della rivolta, come ad esempio Lipsia, erano antiche roccaforti dell'SPD. Viene quindi messo in luce il carattere "socialdemocratico" che ebbero le rivolte, sia in senso generale, ossia come sollevazione della vecchia tradizione del movimento dei lavoratori tedesco contro l'autoritarismo staliniano, sia in senso più proprio: tra le richieste dei lavoratori infatti spesso vi fu la ricostituzione di una SPD autonoma nella DDR. Molti ex socialdemocratici peraltro, dopo la fusione forzata col KPD, erano ancora iscritti alla SED, e molti di essi la lasciarono durante e immediatamente dopo le rivolte, o vennero espulsi per aver partecipato alle rivolte. Tra questi ultimi vi era in ogni caso anche un buon numero di vecchi militanti comunisti d'anteguerra (circa un terzo degli espulsi erano ex iscritti al KPD). In generale, l'atteggiamento dei vecchi sindacalisti fu contrastante: se alcuni parteciparono in ruoli di primo piano alle rivolte, altri rimasero a guardare criticando però il partito dall'interno. Altri infine si opposero attivamente alle proteste, riuscendo a convincere gli altri lavoratori a non scioperare.
L'interpretazione ufficiale della DDR, che vedeva le rivolte come un tentativo di colpo di stato fascista, è generalmente bollata dagli storici come propaganda. Alcuni studiosi come Garreth Pritchard hanno comunque evidenziato che una minoranza di manifestanti aveva idee naziste o nazionaliste. Ponti, muri e lavagne scolastiche furono infatti deturpate con slogan fascisti e svastiche, mentre in alcuni posti furono inneggiate canzoni naziste. Lo stesso Pritchard afferma comunque che non si ha alcuna traccia di un reale tentativo di colpo di stato, mentre altri studi mostrano che tra i manifestanti condannati nei successivi processi la percentuale di coloro che nei decenni precedenti era stata iscritta alle organizzazioni di massa del Terzo Reich fu ridotta (circa il 10%).
Se inoltre tra i dimostranti vi furono anche ex borghesi ridotti in povertà, dall'altra parte il ceto tecnico/dirigenziale, che era stato in massima parte capace di ottenere ruoli di rilievo anche nelle aziende statali del nuovo stato comunista, generalmente non partecipò alle proteste.
Gli storici più moderni in ogni caso tendono a evidenziare il carattere multiplo che ebbero le rivolte: rivolta nazionale per l'unificazione del paese e l'adozione del modello occidentale, rivolta sindacale e socialdemocratica dei lavoratori, rivolta dei contadini contro le politiche staliniste nelle campagne, rivolta apolitica giovanile e rivolta nostalgica con caratteri nazionalisti. Tutti questi elementi erano uniti dall'opposizione al regime di Ulbricht e dall'opposizione al modello economico stalinista, anche se permanevano forti contrasti tra operai delle città e contadini. Dove le rivolte furono guidate dai giovani inoltre, esse furono generalmente anche più violente.
Un ulteriore elemento che viene preso in considerazione per spiegare le proteste sono inoltre le divisioni interne alla stessa SED e al FDGB, il sindacato unico della DDR. Se molti militanti riformisti criticavano la leadership di Ulbricht e in alcuni casi aderirono alle proteste e vi svolsero ruoli importanti, anche molti militanti appartenenti all'ala stalinista del partito erano delusi da esso per l'abbandono delle politiche staliniste e l'adozione del Neue Kurs annunciata pochi giorni prima.
Molti giovani quadri del partito che avevano aderito successivamente al 1945 infine, abituati a obbedire senza adottare iniziative personali, semplicemente davanti alle rivolte si eclissarono o obbedirono senza opporre resistenza alle richieste dei manifestanti, tornando ai propri posti soltanto dopo che le truppe sovietiche avevano ripreso il controllo della situazione. Laddove invece vecchi militanti più esperti si opposero alle rivolte, essi spesso ebbero successo, riuscendo a farle spegnere sul nascere.

## Conseguenze

### La reazione della SED e dei sovietici
Fin dalla sera del 17 giugno iniziò una forte ondata di arresti dei partecipanti alle manifestazioni, che porterà tra il 17 giugno e il 6 luglio 1953 all'incarcerazione di 10 000 persone da parte di polizia e Stasi, ai quali vanno aggiunti ulteriori arresti effettuati direttamente dai sovietici. La reazione degli apparati statali sarà particolarmente dura nei riguardi degli scioperi che avevano avuto rivendicazioni politiche, i cui organizzatori vennero arrestati senza alcuna indagine sulle azioni individuali di ciascuno di essi.

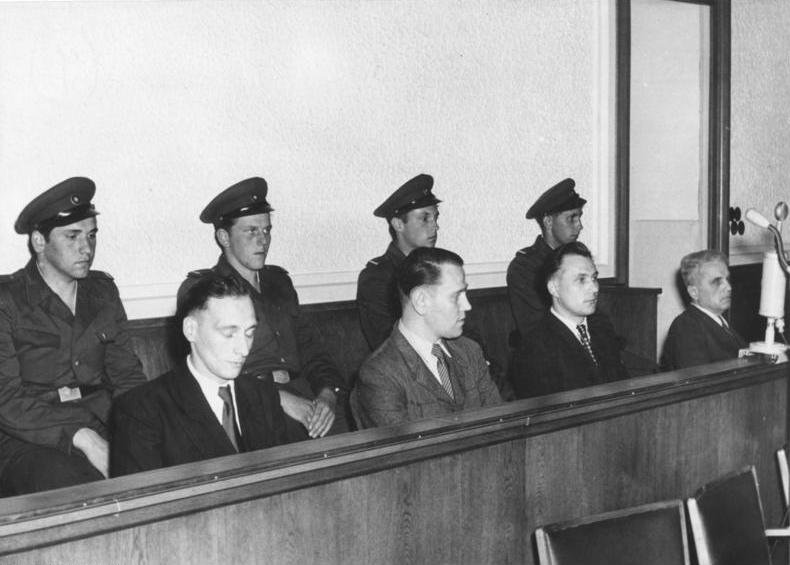
Processo contro alcuni manifestanti

Gli arresti (uniti alla mancata applicazione delle promesse riforme del Neue Kurs) causarono ulteriori scioperi nel corso del mese di luglio (Zittau, Jena, Schkopau). Nel caso di Schkopau lo sciopero provocò un nuovo intervento delle truppe sovietiche e della Kasernierte Volkspolizei. Nonostante ciò l'attività repressiva nei confronti degli arrestati andrà avanti spedita, portando tra il luglio 1953 e la fine del 1954 a 1500 condanne a pene detentive nei soli tribunali tedesco-orientali. Ad esse vanno aggiunte le condanne emesse dai tribunali militari sovietici nei confronti delle persone arrestate dalle truppe dell'URSS. Su di esse non esistono dati certi al di là del numero di condanne a morte emesso, ma erano molto spesso lunghe condanne ai lavori forzati da scontare nei gulag siberiani.

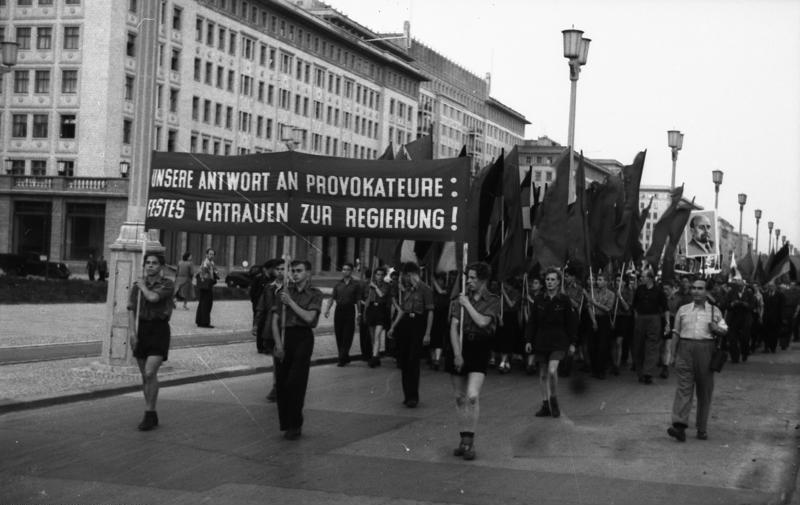
Manifestazione pro-governativa contro i "provocatori" lungo la Stalinallee

Nella propaganda comunista le rivolte vennero da subito rappresentate come il "giorno X", un "tentativo di colpo di Stato fascista" montato ad arte dall'Occidente, al quale avrebbero partecipato solo pochi veri lavoratori con scarsa coscienza di classe. Nei mesi successivi verranno organizzate a tal fine manifestazioni di sostegno al governo e feste popolari di ringraziamento ai soldati dell'Armata rossa, ritrasmesse poi dai canali statali di comunicazione di massa. Nel luglio 1954 gli stessi processi entrarono in questa narrazione, con un processo davanti alla Corte Suprema della RDT contro i supposti organizzatori supremi delle rivolte: Werner Mangelsdorf, Wolfgang Silgradt, Hans Füldner e Horst Gassa. Essi erano 4 berlinesi occidentali rapiti dalla Stasi nei mesi precedenti, che vennero presentati come agenti occidentali a capo della rete spionistica che aveva organizzato il "colpo di Stato fascista". Dopo un processo farsa i quattro vennero condannati rispettivamente a 15 (i primi due), 10 e 5 anni di prigione.
Le rivolte ebbero tuttavia effetti anche interni alla SED, scatenando una lotta tra Ulbricht da un lato e il direttore della Stasi, Wilhelm Zaisser, dall'altro, conclusosi con la sconfitta di quest'ultimo. Il Neue Kurs venne comunque confermato a fine luglio 1953 dal Plenum del Comitato Centrale della SED, portando quindi all'abbandono definitivo delle politiche più radicali di epoca staliniana, specie in materia economica. I sovietici dal canto loro fornirono nuovi aiuti economici.
La conseguenza più duratura però sarà il rafforzamento dell'apparato poliziesco dello stato, mentre al contrario si decise di rallentare il processo di riarmo e di trasformazione della Kasernierte Volkspolizei (KVP) in un esercito iniziato l'anno precedente. La Deutsche Volkspolizei venne così rafforzata di 14 000 uomini, gran parte dei quali nelle intenzioni sarebbe dovuta venire da soldati congedati dalla KVP. Venne così completata la costruzione della rete degli Abschnittsbevollmächtigter, poliziotti di quartiere a diretto contatto con le persone e che avranno importanti compiti di vigilanza sull'ordine pubblico. Inoltre vennero creati gli Schnellkommando, reparti di pronto intervento della polizia, e la Volkspolizei-Bereitschaft, un corpo di polizia paramilitare con funzioni anti-insurrezionali. Furono poi sviluppati ulteriormente i reparti di Betriebsschutz, reparti di polizia aziendali ma sottoposti alla Volkspolizei, incaricati di intercettare sul nascere scioperi e proteste sui luoghi di lavoro. Vennero infine costituiti i Betriebskampfgruppen, gruppi paramilitari della SED controllati dal partito, che dal 1955 saranno armati. Per il coordinamento di tutti i corpi coinvolti nell'ordine pubblico venne creata una "Commissione per la sicurezza" di 6 membri, che in caso di emergenza aveva il potere su tutti i reparti di ordine pubblico, compresa la KVP. Simili organi vennero organizzati anche a livello di distretto, prendendo a modello un organo simile creato a Erfurt il 17 giugno nel pieno della rivolta.
Questo sviluppo degli apparati di sicurezza interna era spia del trauma che le rivolte del 1953 costituirono per la dirigenza comunista, che si voleva rappresentante degli interessi di operai e contadini. La paura di una nuova rivolta generalizzata contro il regime accompagnerà i leader comunisti per tutta la storia dello stato, tanto che ancora nell'autunno 1989 Erich Mielke, il potente capo della Stasi, si chiederà se non si fosse alla vigilia di un nuovo 17 giugno.

### La reazione occidentale
Gli Stati Uniti fin dal 1950 stavano pianificando una "guerra psicologica" per tentare di fare cadere il governo della RDT dall'interno, nell'ambito del quale la RIAS avrebbe dovuto giocare un ruolo centrale. Tuttavia nei primi mesi del 1953 gli americani si erano ormai convinti da un lato che la forte emigrazione dei cittadini della Germania est all'ovest indicasse un pessimismo nella popolazione dell'est e che quindi non ci si potesse aspettare una rivoluzione, a maggior ragione in un momento in cui la determinazione sovietica a mantenere il controllo sull'area non accennava a diminuire. Dall'altra parte Eisenhower era ormai orientato soprattutto a rafforzare la presenza atlantica all'ovest, neutralizzando la proposta sovietica di una conferenza a 4 sull'unificazione tedesca. Gli americani infatti temevano che una tale proposta avrebbe potuto compromettere da un lato il progetto della Comunità Europea di Difesa, ossia il processo di integrazione militare tra i paesi dell'Europa occidentale, e dall'altro che avrebbe potuto danneggiare Adenauer in vista delle successive elezioni previste per il settembre, favorendo i socialdemocratici.
Le manifestazioni del 16-17 giugno presero così gli occidentali totalmente alla sprovvista e inizialmente vi fu anche chi pensò a una messinscena orchestrata da Mosca per eliminare Ulbricht o per poter muovere le proprie truppe a Berlino e conquistare i settori occidentali. Se il ruolo svolto dalla RIAS durante le rivolte fu centrale, l'atteggiamento complessivo degli occidentali si mantenne invece cauto: la proposta del direttore della CIA di Berlino ovest di distribuire armi ai rivoltosi venne rifiutata, e Washington istruì i propri uomini a limitarsi a mostrare simpatia e a dare asilo ai manifestanti che si fossero rifugiati nel settore americano. Simili furono gli atteggiamenti di Francia e Regno Unito. Dalle 13, quando i sovietici dichiararono lo stato di emergenza nel proprio settore, la RIAS iniziò a invitare i manifestanti a evitare scontri con le truppe sovietiche, mentre le truppe alleate e la polizia berlinese occidentale chiusero il confine nel centro cittadino per impedire ai cittadini occidentali di unirsi agli scontri. In serata, le autorità alleate occidentali imposero all'SPD di spostare una manifestazione in solidarietà agli scioperanti poiché convocata in un luogo troppo vicino al confine.
Tale atteggiamento cambiò soltanto nei giorni successivi, quando gli americani si resero conto che la popolazione tedesca si aspettava un loro sostegno alla popolazione della zona orientale e che non darglielo avrebbe causato forti critiche. Allo stesso tempo gli americani volevano cogliere l'occasione per archiviare definitivamente le proposte sovietiche di colloqui sulla situazione tedesca, mantenendo l'URSS sulla difensiva e mantenendo alta la tensione tra SED e la popolazione della DDR per un possibile rollback della presenza sovietica in Germania. A tal fine venne ideato un programma di aiuti alimentari, che prevedeva la fornitura di pacchi alimentari gratuiti a tutti i cittadini della Germania est che si fossero presentati nei centri di distribuzione a Berlino ovest. L'iniziativa venne lanciata il 27 luglio ed ebbe un grande successo in termini numerici, con 5,5 milioni di pacchi distribuiti tra luglio e ottobre, tra i quali vi furono anche numerosi iscritti e quadri della SED, nonostante varie contromisure messe in campo dal governo della DDR (come l'eliminazione delle corse dei mezzi pubblici verso Berlino ovest, contromanifestazioni e agitazioni presso i centri di distribuzione).
L'iniziativa raggiunse buona parte dei propri obiettivi, permettendo agli americani e ai tedeschi occidentali di mostrare il proprio sostegno alla popolazione orientale, ostacolando la pacificazione del territorio da parte della SED (vi furono anche veri e propri scontri, soprattutto contro gli ostacoli agli spostamenti a Berlino ovest), oscurando gli aiuti economici sovietici e aiutando la CDU di Adenauer a vincere le elezioni del settembre 1953. Col passare del tempo però venne criticata da più parti: a livello diplomatico (specialmente da parte britannica) poiché, aumentando la tensione coi sovietici, era vista come un inutile rischio per la sicurezza di Berlino ovest; ma anche a livello interno, specie da parte dei socialdemocratici, poiché escludeva i disoccupati di Berlino ovest, verso i quali la SED lanciò anzi un contro-programma di aiuti alimentari. Infine si levarono critiche anche all'interno dell'amministrazione americana, non essendo chiari gli obbiettivi di lungo periodo del piano, dato che una nuova rivolta avrebbe portato verosimilmente solo a una nuova repressione. In ottobre, quando il governo della DDR non dava ormai alcun segno di indebolimento, anzi sembrava essersi ormai rafforzato rispetto ai mesi precedenti, e per di più usava proprio il programma alimentare americano come prova della propria narrazione che vedeva le rivolte come una macchinazione occidentale, il programma venne così abbandonato.

## Memoria

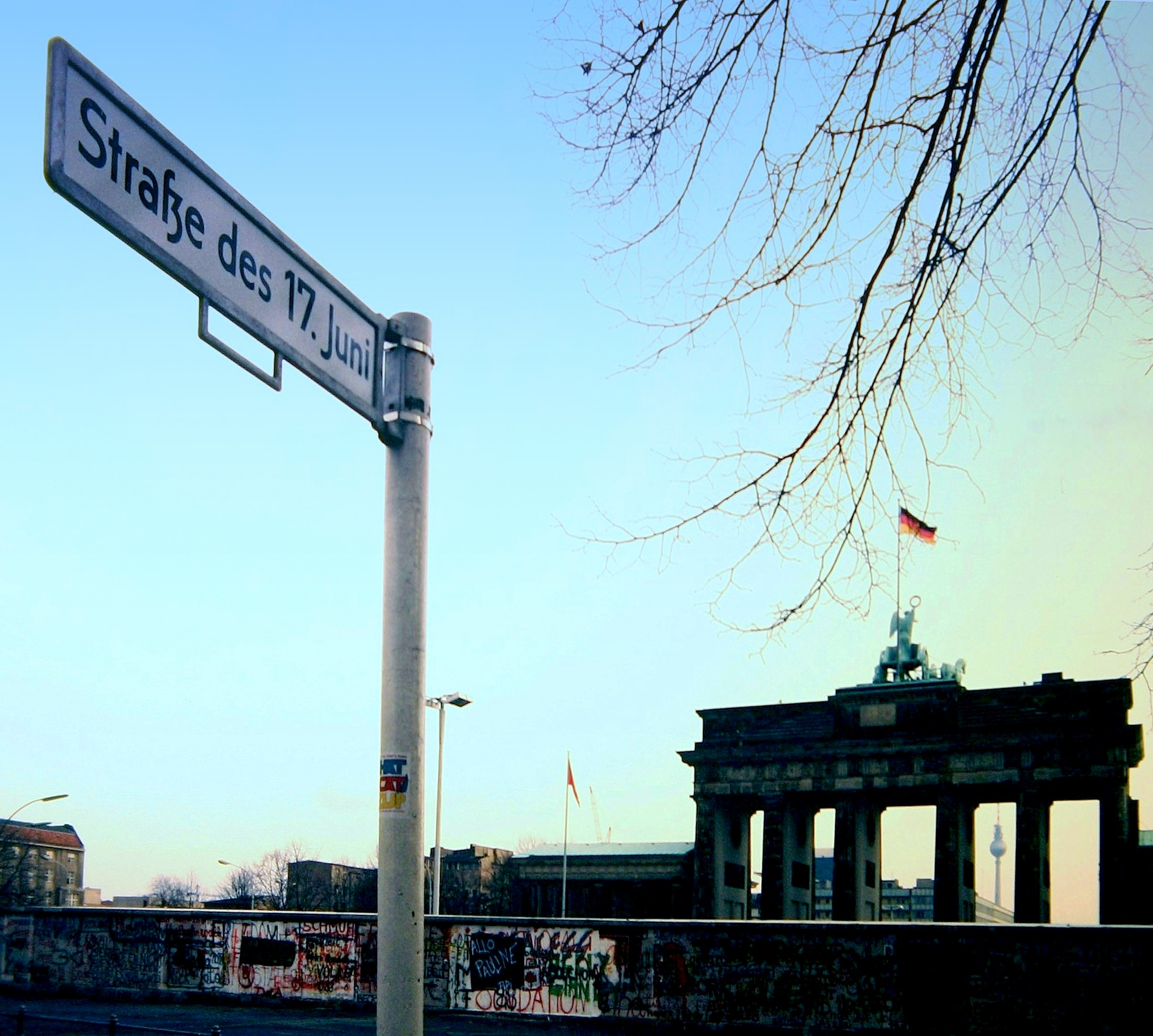
Segnale stradale della Straße der 17. Juni nel 1988, con il muro di Berlino e la Porta di Brandeburgo sullo sfondo.

L'impressione causata dalla repressione dei moti fu forte anche in Germania ovest, i cui cittadini poterono seguire da vicino perlomeno gli eventi in corso a Berlino, grazie alla copertura fornita dalla RIAS e dal resto della stampa occidentale. Il 21 giugno si tenne un discorso funebre al Bundestag da parte del presidente federale Theodor Heuss per le vittime delle rivolte, cui seguirono due giorni dopo i funerali di sei vittime (per la maggior parte feriti rifugiatisi a Berlino ovest e morti in ospedale). Ad esse venne aggiunta simbolicamente una bara vuota per il berlinese occidentale Willy Göttling, giustiziato il 18 giugno a Berlino est.
In memoria dei moti nella Germania Est già il 22 giugno il Senato di Berlino ribattezzò in Straße des 17. Juni la Charlottenburger Chaussee che attraversava Berlino Ovest. A inizio luglio 1953 il Bundestag dichiarò il 17 giugno "giorno dell'unità tedesca", rendendolo festa nazionale. In tale occasione soprattutto nei primi anni si tennero numerose iniziative in memoria delle vittime e in favore della riunificazione tedesca, sponsorizzate dal comitato transpartitico "Unteilbares Deutschland" (letteralmente "Germania indivisibile").
Con gli anni tuttavia la ricorrenza diverrà via via meno sentita dalla popolazione. Nel 1990, in seguito alla caduta del Muro di Berlino, il 17 giugno poté essere commemorato per la prima volta anche all'est. In seguito alla effettiva riunificazione, avvenuta il 3 ottobre 1990, il giorno dell'unità tedesca divenne il 3 ottobre, che quindi sostituì il 17 giugno come festa nazionale.